# Sally Fitzgibbons
Sally Anne Fitzgibbons (* 19. Dezember 1990 in Nowra) ist eine australische Surferin.

## Karriere
Fitzgibbons gewann mit 14 Jahren die U21 ASP Pro Junior Open. Bereits 2008 siegte sie bei den ISA World Surfing Games. 2018 und 2021 folgten zwei weitere Goldmedaillen. Bei den 2021 ausgetragenen Olympischen Spielen in Tokio wurde sie im Shortboardwettkampf Fünfte. Bei den ISA World Surfing Games 2024 gewann sie ihr drittes WM-Gold und qualifizierte sich somit erneut für die Olympischen Spiele 2024 in Paris.